# Dietersdorf (Oberviechtach)
Dietersdorf ist ein Gemeindeteil der Stadt Oberviechtach im Oberpfälzer Landkreis Schwandorf in Bayern.

## Geographische Lage
Dietersdorf befindet sich direkt neben Antelsdorf auf der Hochfläche zwischen dem 525 m hohen Bühl und dem 536 m hohen Mehlbügel.
Dietersdorf liegt westlich von Antelsdorf.

## Geschichte
Erstmals wurde Dietersdorf im Musterungsprotokoll von 1587 schriftlich genannt.
In der Statistischen Beschreibung der Oberpfalz von Joseph von Destouches aus dem Jahr 1809 wird Dietersdorf mit drei Häusern als zu Fuchsberg und Teunz gehörend erwähnt.
Zum Stichtag 23. März 1913 (Osterfest) wurde Dietersdorf als Teil der Pfarrei Niedermurach mit fünf Häusern und 33 Einwohnern aufgeführt, während Antelsdorf zur Pfarrei Oberviechtach gezählt wurde.
Antelsdorf und Dietersdorf gehörten am 31. Dezember 1969 beide zur Gemeinde Oberviechtach.
Am 31. Dezember 1990 hatte Dietersdorf 34 Einwohner und gehörte zur Pfarrei Niedermurach. Auch nach dieser Quelle war Antelsdorf nach Oberviechtach eingepfarrt.